# 活字合金
活字合金（かつじごうきん）は、印刷用活字を作るために用いる錫、鉛、アンチモンの合金である。

## 概要
1445年頃、ドイツのグーテンベルクが発明した。
組成の例は一般の活字で鉛80%、アンチモン17%、錫3％である。この組成の場合、融点は240℃（凝固完了温度）である。
活字を鋳造で製作するための合金に必要な性質は、微細な型の中に入っていける流動性と、凝固時の収縮度合の小ささ（出来れば若干膨張するほうが良い）である。アンチモンは凝固の際0.95％体積の膨張があり、鉛は3.44％収縮する。鉛にアンチモンを加えて行くと収縮の割合が直線的に減少してアンチモン75％で0になる。紙型用等、堅さの要求されるものには錫の割合を多くする。活字以外の用途に使われる場合は硬鉛とも呼ぶ。青銅も凝固収縮率は小さいが、融点が高いので低融点の活字合金に用いられる。また、耐久性の問題から、和文タイプライターの活字は亜鉛ダイキャスト製の物が用いられる場合があった。